# Idiops constructor
Idiops constructor är en spindelart som först beskrevs av Pocock 1900.  Idiops constructor ingår i släktet Idiops och familjen Idiopidae. Inga underarter finns listade i Catalogue of Life.